# Claude Auchinleck
John Claude Auchinleck (Aldershot (Hampshire), Reino Unido, 21 de junho de 1884 — Marraquexe, Marrocos, 23 de março de 1981), também chamado The Auck, era um marechal britânico durante a Segunda Guerra Mundial. Ele foi altamente condecorado com as ordens Order of the Bath, Order of the Indian Empire, Order of the Star of India, Distinguished Service Order e Ordem do Império Britânico.

## Vida
Auchinleck seguiu a carreira das armas, cursando a escola militar de Sandhurst. A Primeira Guerra Mundial, que estourou quando Auchinleck contava 30 anos, o viu atuar nas frentes de luta do Oriente Médio. Interveio ativamente e destacou-se em operações no Egito e Aden. Recebeu, pelos seus mériots, a D.S.O. (Ordem de Distinção em Serviço). Posteriormente, terminada a guerra, foi destaca para a Índia, onde participou em diversas operações entre 1933 e 1935. Transferido de volta à Inglaterra, ali o surpreeendeu a eclosão da Segunda Guerra Mundial. Em maio de 1940, Auchinleck encabeçou a força expedicionária que atacou Narvik, na Noruega. Fracassada a operação teve que retirar-se com suas tropas. Em janeiro de 1942, assumiu o cargo de comandante-em-chefe das forças britânicas no Oriente Médio. Posteriormente, em agosto desse mesmo ano, no dia 8, o primeiro-ministro Winston Churchill enviou-lhe uma carta onde expressava:
"Cairo, 8 de agosto de 1942. Estimado General Auchinleck: A 23 de junho, por meio de um telegrama ... o senhor fez referências a sua substituição e mencionou o nome do General Harold Alexander, como seu possível sucessor. Naquele momento de crise para o VIII Exército, o governo de Sua Majestade não quis aceitar sua generosa oferta. O gabinete decidiu...que chegou o momento da troca. Pensa-se isolar o Iraque da Pérsia, do atual comendo do Oriente Médio. Harold Alexander será nomeado comandante do Oriente Médio; Bernard Montgomery, do VIII Exército; ao senhor ofereço o comando do setor Iraque-Pérsia, que terá sede em Baçorá ou Bagdá. Nesse setor, que conhece perfeitamente, o senhor estará em estreito contato com a Índia ... Espero que aceite a proposta e minhas instruções, com o mesmo espírito de sacrifício demonstrado em outras ocasiões ... Winston Churchill".[carece de fontes?]
Auchinleck, que tinha razões para amargar-se, aceitou, sem protestos a nota de Churchill. Mais tarde, numa entrevista com o primeiro-ministro britânico, efetuada no Cairo e que foi "fria e cortês", comunicou-lhe que não aceitava seu novo destino. Recusou, conforme explicou mais tarde, "porque tenho, como muitas pessoas, um certo orgulho e não creio que, depois de ser privado de um comando, possa exercer com autoridade um novo posto de direção". [carece de fontes?]
Bastaria, para descrever Auchinleck, em toda a sua dimensão, a opinião que dele tinham os alemães: "Se Auchinleck não tivesse sido o homem que era, isto é, o melhor general aliado que jamais combateu na África, Rommel teria destruído o VIII Exército". [carece de fontes?]
E o melhor perfil psicológico de Auchinleck e dado pelo General Godwin-Austen, quando diz: "Seu principal defeito era sua incapacidade para acreditar que algum soldado podia ser menos corajoso que ele". [carece de fontes?]